# Yulara
Yulara – miejscowość w Australii w Terytorium Północnym, położona 430 km od Alice Springs. Miejscowość założona dla turystów odwiedzających park narodowy Uluru – Kata Tjuta.
Yulara corocznie odwiedza 500 tys. podróżujących.

## Dojazd
- Drogą  Lasseter Highway z Erldunda od autostrady  Stuart Highway
- Liniami lotniczymi Qantas z Cairns, Sydney, Perth, Melbourne